# Вледулень (Горж)
Вледулень, Вледулені (рум. Vlăduleni) — село у повіті Горж в Румунії. Входить до складу комуни Билтень.
Село розташоване на відстані 231 км на захід від Бухареста, 16 км на південь від Тиргу-Жіу, 77 км на північний захід від Крайови.

## Населення
За даними перепису населення 2002 року у селі проживали 1072 особи, усі — румуни. Усі жителі села рідною мовою назвали румунську.